# Credit
Creditul reprezintă o formă de finanțare prin care o instituție financiară bancară sau nebancară (IFN) pune la dispoziția unei persoane fizice sau juridice o sumă de bani, cu obligația de rambursare într-o perioadă determinată, de obicei împreună cu o dobândă. Creditarea facilitează accesul la capital pentru consumatori și afaceri, sprijinind investițiile și dezvoltarea economică.
Creditul poate fi acordat sub diverse forme, inclusiv prin împrumuturi bancare, linii de credit, credite ipotecare sau leasing financiar. Principiul fundamental al creditului constă în încrederea pe care creditorul o acordă debitorului, bazată pe bonitatea acestuia și pe capacitatea sa de rambursare.
Într-un contract de credit, sunt stabilite condițiile de rambursare, inclusiv rata dobânzii, perioada de rambursare, comisioanele și alte costuri asociate. Nivelul dobânzii și termenii de creditare pot varia în funcție de tipul de credit, de riscul asociat debitorului și de condițiile economice generale.
Resursele furnizate de prima parte pot fi fie bunuri, fie îndeplinirea unor promisiuni, fie performanțe. Cu alte cuvinte, creditul este o metodă de a face reciprocitatea formală, executorie din punct de vedere juridic și extensibilă unui grup mare de persoane fără legătură între ele.

## Credit emis de bancă
Creditele emise de bănci reprezintă cea mai mare parte a creditelor existente. Concepția tradițională conform căreia băncile sunt intermediari între economiști și împrumutați este incorectă. Activitatea bancară modernă constă în crearea de credite. Creditul este format din două părți, creditul (banii) și datoria corespunzătoare acestuia, care necesită rambursare cu dobândă. Pentru a obține orice tip de împrumut, banca va necesita în mod necesar un set minim de documente de la client, acesta diferă de organizațiile financiare.

## Tipuri
Creditele pot fi clasificate în funcție de mai mulți factori, cum ar fi destinația, tipul de debitor, durata de rambursare, garanțiile oferite și tipul de dobândă. Fiecare categorie de credit are caracteristici specifice, adaptate nevoilor financiare ale debitorilor și condițiilor impuse de creditori.

### După destinație
- Credit de consum – Este un credit destinat achiziționării de bunuri și servicii pentru uz personal. Acesta poate fi utilizat pentru cumpărarea de electrocasnice, mobilier, vacanțe sau alte cheltuieli curente.
- Credit ipotecar / credit imobiliar – Credite destinate achiziționării, construcției sau renovării unei locuințe. De regulă, acest tip de credite sunt garantate cu ipoteca asupra imobilului achiziționat sau asupra altui imobil deținut.
- Credit auto – Este utilizat pentru finanțarea achiziției unui autovehicul, nou sau second-hand. De multe ori, vehiculul achiziționat servește drept garanție pentru credit.
- Credit de nevoi personale – Este un tip de împrumut care poate fi utilizat în orice scop, fără a necesita justificarea utilizării sumei primite.
- Credit pentru studii – Este un împrumut destinat finanțării cheltuielilor educaționale, cum ar fi taxele de școlarizare, cărțile sau costurile de trai ale studenților.

### După debitor
- Credit pentru persoane fizice – Este un credit acordat indivizilor pentru consum, locuință sau educație.
- Credit pentru persoane juridice – Este destinat companiilor și altor entități juridice pentru finanțarea activităților comerciale, investițiilor sau capitalului de lucru.

### După durata de rambursare
- Credit pe termen scurt – Are o perioadă de rambursare de până la un an și este utilizat, de obicei, pentru nevoi financiare imediate.
- Credit pe termen mediu – Are o durată de rambursare între unu și cinci ani și este utilizat pentru finanțarea unor proiecte mai consistente, cum ar fi achiziția de echipamente sau renovările.
- Credit pe termen lung – Se rambursează pe o perioadă mai mare de cinci ani, fiind utilizat pentru achiziția de locuințe, dezvoltarea afacerilor sau alte investiții majore.

### După garanții
- Credit garantat – Este un credit care necesită o garanție reală, cum ar fi ipoteca pe un imobil, un gaj pe bunuri mobile sau garanții bancare. Aceste credite au, de regulă, dobânzi mai mici datorită riscului redus pentru creditor.
- Credit negarantat – Nu necesită o garanție materială, fiind acordat în funcție de bonitatea debitorului. Aceste credite au, în general, dobânzi mai mari și condiții mai stricte de acordare.

### După tipul de dobândă
- Dobândă fixă – Rata dobânzii rămâne constantă pe întreaga durată a creditului, oferind predictibilitate în privința plăților lunare.
- Dobândă variabilă – Rata dobânzii poate fluctua în funcție de indicii de referință ai pieței financiare, ceea ce poate duce la creșterea sau scăderea costului total al creditului.

Fiecare tip de credit prezintă avantaje și dezavantaje, iar alegerea unui credit adecvat depinde de necesitățile debitorului, condițiile economice și criteriile impuse de instituțiile financiare.

## Creditul de nevoi personale
Costul creditului este suma suplimentară pe care împrumutatul trebuie să o plătească, în plus față de suma împrumutată. Acesta include dobânda, comisioanele de acordare și orice alte taxe. Unele costuri sunt obligatorii, cerute de creditor ca parte integrantă a contractului de credit. Alte costuri, cum ar fi cele pentru asigurarea creditului, pot fi opționale împrumutatul alege dacă acestea sunt sau nu incluse ca parte a contractului.
Dobânda și alte comisioane sunt prezentate într-o varietate de moduri diferite, dar, în conformitate cu multe regimuri legislative, creditorii sunt obligați să indice toate comisioanele obligatorii sub forma unei rate anuale efective (DAE). Scopul calculării DAE este de a promova „adevărul în creditare”, de a oferi potențialilor împrumutați o măsură clară a costului real al împrumutului și de a permite efectuarea unei comparații între produse concurente. DAE este calculată pe baza modelului de avansuri și rambursări efectuate în timpul contractului. De obicei, comisioanele opționale nu sunt incluse în calculul DAE.
Ratele dobânzilor la împrumuturile acordate consumatorilor, fie că este vorba de credite ipotecare sau carduri de credit, sunt cel mai adesea determinate în funcție de un scor de credit. Calculat de agențiile private de rating de credit sau de birourile de credit centralizate pe baza unor factori precum neplățile anterioare, istoricul plăților și creditul disponibil, persoanele cu scoruri de credit mai mari au acces la DAE-uri mai mici decât cele cu scoruri mai mici.

## Credit imobiliar
Creditul imobiliar este un tip de împrumut destinat achiziției, construcției, renovării sau modernizării unei proprietăți imobiliare. Acest tip de credit poate fi garantat printr-o ipotecă asupra imobilului finanțat sau poate avea alte tipuri de garanții, în funcție de condițiile impuse de creditor.

### Caracteristici
- Destinație specifică – Creditul imobiliar este utilizat exclusiv pentru finanțarea locuințelor sau a altor proprietăți imobiliare.
- Perioadă de rambursare lungă – Termenul de rambursare variază, de obicei, între 10 și 35 de ani, în funcție de condițiile impuse de creditor.
- Suma împrumutată – Este influențată de valoarea imobilului, veniturile solicitantului și condițiile impuse de bancă.
- Dobândă – Poate fi fixă, variabilă sau mixtă, în funcție de tipul de credit ales și de evoluția pieței financiare.
- Garanții – În cazul creditului ipotecar, imobilul achiziționat sau un alt bun imobiliar poate fi utilizat ca garanție. Creditul imobiliar poate avea și alte forme de garanții, în funcție de specificul contractului.
- Aport propriu – În multe cazuri, solicitantul trebuie să contribuie cu un avans (aport propriu), care poate varia între 5% și 30% din valoarea proprietății.

### Tipuri de Credit Imobiliar
- Credit ipotecar – Destinat achiziției unei locuințe sau a unei alte proprietăți imobiliare, garantat prin ipoteca asupra bunului respectiv.
- Credit pentru construcții – Acordat pentru construirea unei locuințe, cu debursare în tranșe, pe măsura finalizării lucrărilor.
- Credit pentru renovare – Utilizat pentru modernizarea sau extinderea unei locuințe existente.
- Refinanțare imobiliară – Permite înlocuirea unui credit imobiliar existent cu unul nou, de obicei în condiții mai avantajoase.
- Credit garantat pentru alte scopuri – Poate fi utilizat pentru finanțarea unor cheltuieli diverse, garantat printr-o proprietate imobiliară deja deținută sau alte active acceptate de creditor.

### Procesul de Acordare
1. Depunerea cererii și analiza eligibilității – Solicitantul trebuie să prezinte documente care atestă veniturile, situația juridică a imobilului și alte informații relevante.
2. Evaluarea imobilului – Banca solicită o evaluare a proprietății pentru a determina valoarea acesteia.
3. Aprobarea creditului – Instituția financiară analizează bonitatea solicitantului și decide asupra aprobării împrumutului.
4. Semnarea contractului – După aprobare, părțile semnează contractul de credit și, dacă este cazul, contractul de ipotecă.
5. Debursarea fondurilor – Suma este transferată fie direct către vânzător, fie către solicitant, în funcție de condițiile stabilite.
6. Rambursarea creditului – Debitorul efectuează plăți lunare conform contractului.

### Avantaje și Dezavantaje

#### Avantaje
- Posibilitatea de a achiziționa sau construi o locuință fără a dispune de întreaga sumă inițială.
- Perioade lungi de rambursare, ceea ce permite rate lunare mai accesibile.
- Dobânzi mai mici în comparație cu creditele negarantate.
- Posibilitatea de refinanțare în condiții mai avantajoase.

#### Dezavantaje
- Necesitatea unui avans inițial.
- Costuri suplimentare (comisioane, taxe notariale, asigurare imobiliară).
- Riscul de executare silită în cazul neplății ratelor.
- Dobânda variabilă poate duce la fluctuații ale ratei lunare.

## Credite pentru firme
Creditele pentru firme sunt produse financiare destinate întreprinderilor, indiferent de dimensiunea acestora, și au scopul de a finanța activitățile economice, investițiile sau necesarul de capital de lucru. Aceste credite sunt acordate de bănci comerciale, instituții financiare nebancare (IFN) sau alte entități specializate.

#### Tipuri de credite pentru firme:
1. Credit pentru capital de lucru – Utilizat pentru finanțarea cheltuielilor curente ale companiei, cum ar fi plata furnizorilor, salariile sau alte costuri operaționale.
2. Credit de investiții – Acordat pentru achiziția de echipamente, utilaje, imobile sau alte active necesare dezvoltării companiei.
3. Linii de credit – Permite accesarea unei sume prestabilite de bani, utilizabilă la nevoie, cu dobândă aplicată doar la suma efectiv utilizată.
4. Credit pentru export/import – Finanțare destinată companiilor care desfășoară activități comerciale internaționale.
5. Factoring și scontare – Soluții de finanțare prin care firmele își pot transforma facturile emise în lichidități, înainte de scadență.
6. Leasing financiar – Alternativă la creditul clasic, prin care firmele pot achiziționa echipamente sau autovehicule în baza unor plăți eșalonate.

#### Condiții de acordare
Pentru a obține un credit, firmele trebuie să îndeplinească anumite criterii stabilite de instituția de creditare, precum:
- Existența unui istoric financiar stabil;
- Prezentarea unui plan de afaceri viabil;
- Furnizarea unor garanții, dacă este necesar;
- Capacitatea de rambursare demonstrată prin situațiile financiare.

#### Avantaje și riscuri
Avantaje:
- Asigură lichidități pentru dezvoltare și expansiune;
- Poate fi utilizat pentru optimizarea fluxului de numerar;
- Permite achiziții de active fără a bloca resursele financiare proprii.

Riscuri:
- Costuri suplimentare generate de dobânzi și comisioane;
- Posibilitatea supraîndatorării în cazul unei gestionări financiare deficitare;
- Necesitatea unor garanții care pot afecta patrimoniul firmei.

Creditele pentru firme joacă un rol esențial în susținerea mediului de afaceri și în dezvoltarea economică, fiind un instrument utilizat frecvent de antreprenori și companii pentru a-și finanța activitățile.